# Rottofreno
Rottofreno är en ort och kommun i provinsen Piacenza i regionen Emilia-Romagna i Italien. Kommunen hade 12 301 invånare (2018).